# Serguí Loznítsia
Serguí Loznítsia (en belarús: Сяргей Уладзіміравіч Лазніца, en rus: Сергей Владимирович Лозница, en ucraïnès: Сергій Володимирович Лозниця; nascut el 5 de setembre de 1964) és un director de cinema ucraïnès conegut pels seus documentals i pel·lícules dramàtiques.

## Biografia
Loznítsia va néixer el 5 de setembre de 1964 a la ciutat de Barànavitxi, a la República Socialista Soviètica de Belarús. En aquella època l'RSS de Belarús formava part de la Unió Soviètica. Més tard, la família Loznítsia es va traslladar a Kíiv (Ucraïna), on Loznítsia va acabar l'educació secundària.
El 1987 es va graduar a l'Institut Politècnic de Kíiv com a matemàtic. Entre 1987 i 1991 va treballar a l'Institut de Cibernètica. Va desenvolupar sistemes experts, sistemes de disseny i treball en intel·ligència artificial. Al mateix temps actuava com a traductor del japonès.
El 1991 va ingressar al Departament de Direcció de Cinema de Ficció l'Institut Gueràssimov de Cinematografia, al taller de Nana Jorjadze. El 1997 es va graduar amb honors.
L'any 2000 va treballador com a director de cinema documental a Sant Petersburg. L'any següent ell i la seva família es van traslladar a Alemanya.
El 2010 la seva pel·lícula Stxàstie Moió va ser seleccionada per a la competició principal del Festival de Canes de 2010. La seva pel·lícula de 2012 V Tumane va competir per la Palma d'Or al Festival de Canes de 2012. Maidan es va estrenar en una projecció especial a Canes el maig de 2014. La cinta era una representació de les protestes populars de 2013-2014 a Kíiv i la seva repressió violenta. El seu darrer documental és Babi Iar. Kontekst, creat amb l'ajuda del Centre Memorial de l'Holocaust de Babi Iar.

## Filmografia seleccionada

### Documentals
- 2005: Blokada
- 2014: Maidan
- 2015: The event (Событие)
- 2016: Austerlitz
- 2018: Den Pobedi[9]
- 2019: Protsess[10]
- 2019: State Funeral[11]
- 2021: Babi Iar. Kontekst
- 2022: Sobre la història natural de la destrucció

### Llargmetratges
- 2010: Stxàstie Moió
- 2012: V Tumane
- 2014: Les Ponts de Sarajevo
- 2017: Krótkaia[12]
- 2018: Donbass

### Premis i reconeixements
- Drac de Bronze del Festival de Cinema de Cracòvia (Segodnia Mi Postroim Dom, 1996)
- Menció especial - Drac d'Or del Festival de Cinema de Cracòvia (Polustanok, 2000)
- Gran Premi del Festival Internacional de Curtmetratges d'Oberhausen (Portret, 2002)
- Coloma de Plata del Dok Leipzig (Portret, 2002)
- Millor documental (menció especial) al Festival Internacional de Cinema de Karlovy Vary (Portret, 2003)
- Premi Nika al millor documental (Blokada, 2006)
- Drac d'Or del Festival de Cinema de Cracòvia (Blokada, 2006)
- Millor documental del Festival Internacional de Cinema de Karlovy Vary (Artel, 2007)
- Millor documental d'Europa Central i Oriental al Festival Internacional de Cinema Documental de Jihlava (Artel, 2007)
- Corn d'Or del Festival de Cinema de Cracòvia(Predstavlenie, 2008)
- Albercoc de Plata (premi especial) del Festival Internacional de Cinema d'Erevan (Stxàstie Moió, 2010)
- Premi a la millor direcció del Kinotavr (Stxàstie Moió, 2010)
- Gran Premi del Festival de Cinema Nits Negres de Tallinn (Stxàstie Moió, 2010)
- Premi FIPRESCI del Festival de Canes (V Tumane, 2012)
- Albercoc d'Or del Festival Internacional de Cinema d'Erevan (V Tumane, 2012)
- Drac d'Or del Festival de Cinema de Cracòvia (Pismo, 2013)
- Premi Michael Moore del Festival de Cinema d'Ann Arbor (The event, 2016)
- Premi Buzz Wilson del Festival de Cinema de Traverse City (Austerlitz, 2016)
- Premi Un Certain Regard a la millor direcció del Festival de Canes (Donbass, 2018)[13]
- Piràmide de Plata del Festival Internacional de Cinema del Caire (Donbass, 2018)[14]
- Paó d'Or a la millor pel·lícula del Festival Internacional de Cinema de l'Índia (Donbass, 2018)